# Simon B. Buckner
Simon Bolivar Buckner Sr. (1. april 1823 – 8. januar 1914) var en karriereofficer i USA's hær og general i Amerikas Konfødererede Staters hær under den amerikanske borgerkrig. Det var ham som gav efter for Ulysses S. Grant's berømte krav om betingelsesløs overgivelse under Slaget ved Fort Donelson i 1862. Han blev senere valgt som guvernør i Kentucky og blev opstillet som National Demokraternes vicepræsidentkandidat ved valget i 1896, uden dog at blive valgt.

## Unge år og karriere
Buckner blev født på godset "Glen Lily" i Munfordville i Kentucky. Han fik sin eksamen fra West Pointi 1844 og blev udnævnt til midlertidig sekondløjtnant i 2nd U.S. Infantry regiment. Han vendte tilbage til West Point som lektor i geografi, historie, og etik. Under den Mexicansk-amerikanske krig, gjorde han tjeneste som forsyningsofficer i et regiment. Han blev såret i slaget ved Churubusco, fik en midlertidig forfremmelse til premierløjtnant for sin indsats i slagene ved Contreras og Churubusco, og til kaptajn for indsatsen i slaget ved Molino del Rey.
Efter den mexicanske krig var Buckner assisterende instruktør i infanteri taktik på West Point (1848–50), derefter gjorde han tjeneste i grænseområderne, ved rekruttering og i forsynings afdelingen. I 1854 hjalp han en gammel ven fra West Point og Mexico, Kaptajn Ulysses S. Grant, som var trådt ud af hæren men ikke havde penge til hjemrejsen. Buckner selv trådte ud af hæren i marts 1855 og flyttede til Illinois, hvor han med succes deltog i styringen af familiebesiddelser i Chicago. Han gjorde tjeneste i Illinois' Milits, først som major, derefter som oberst og generaladjudant i 1857. Han flyttede til Kentucky i 1858, og accepterede en post som kaptajn i Kentuckys milits.

## Borgerkrigen
Ved udbruddet af den amerikanske borgerkrig var Buckner generalmajor og kommandant for staten Kentuckys milits. Staten var splittet mellem Unionen og Sydstaterne, idet lovgiverne foretrak Unionen og guvernøren Sydstaterne. Derfor erklærede staten sig neutral i konflikten. Udvalget som overvågede militsen anså den for overvejende sydstatsvenlig og beordrede den til at lægge sine våben i depot. Buckner trådte tilbage den 20. juli 1861.
Efter at sydstatsgeneralen Leonidas Polk havde besat byen Columbus i Kentucky, og dermed krænket statens neutralitet, accepterede Buckner en kommission som brigadegeneral i Sydstatshæren den 14. september 1861, og mange af dem som han tidligere havde kommanderet i militsen sluttede sig til ham. Han blev chef for en division i Army of Central Kentucky, under William J. Hardee, og blev placeret i Bowling Green.

### Fort Donelson
Efter at Ulysses S. Grant, som i mellemtiden var blevet brigadegeneral, havde erobret Fort Henry ved Tennesseefloden i februar 1862, kastede han sine øjne på det nærliggende Fort Donelson ved Cumberland floden. Den øverstkommanderende for de vestlige sydstatshære general Albert Sidney Johnston sendte
Buckner og 3 andre brigadegeneraler af sted for at forsvare Fort Donelson.
Den øverstkommanderende på stedet var en indflydelsesrig politiker uden militær erfaring, John B. Floyd; Buckners kolleger var Gideon J. Pillow og Bushrod Johnson. Buckners division forsvarede den højre fløj af de stillinger, som beskyttede fortet og den lille by Dover. Den 14. februar besluttede generalerne i fællesskab, at det ikke var muligt at holde fortet, og planlagde et udfald i håbet om at kunne slutte sig til Johnstons hær, som nu stod i Nashville. Ved daggry den næsten morgen startede Pillow et kraftigt angreb mod den højre flanke af Grants hær og pressede den 2-3 km tilbage. Buckner, som ikke troede meget på at angrebet ville blive en succes, og ikke stod på god fod med Pillow, holdt sine styrker tilbage fra et støtteangreb i to timer, og gav dermed Grants mænd tid til at fremføre forstærkninger og tilpasse fronten. Heldigvis havde Buckners tøven ikke forhindret sydstatshæren i at åbne en flugtkorridor, men på dette tidspunkt lykkedes det for Floyd og Pillow i fællesskab at forvandle sejr til nederlag ved at beordre tropperne tilbage til deres skyttegrave.
Sent den følgende nat holdt generalerne krigsråd, og Floyd og Pillow udtrykte tilfredshed med dagens begivenheder, men Buckner overbeviste dem om, at de ikke havde store chancer for at holde fortet eller undslippe fra Grants hær, som til stadighed modtog forstærkninger. Hans defaitisme slog igennem på mødet. General Floyd, som var bange for at blive stillet for retten, hvis han blev fanget af unionshæren, søgte garantier fra Buckner om, at han ville få tid til at undslippe med nogle af sine regimenter fra Virginia, inden hæren overgav sig. Buckner accepterede, og Floyd overgav kommandoen til Pillow. Pillow havde de samme betænkeligheder som Floyd og overgav straks kommandoen til Buckner, som lovede at blive tilbage og overgive sig og hæren. Det lykkedes for Pillow og Floyd at undslippe, og det samme gjorde oberst Nathan Bedford Forrest og hans kavalerister.
Om morgenen sendte Buckner en budbringer til Unionshæren med anmodning om våbenstilstand og et møde hvor kommissionærer kunne aftale overgivelsesbetingelser. Han håbede på, at Grant ville tilbyde gode betingelser, som gengæld for den støtte han havde givet ham i Californien. Grant havde imidlertid ingen sympati for sin gamle ven og hans svar indeholdt den berømte passus om at "Ingen betingelser udover betingelsesløs og øjeblikkelig overgivelse kan accepteres. I planlægger straks at angribe Deres stillinger". Buckner havde ingen anden mulighed end at svare:

SIR:-Fordelingen af styrker under min kommando, som følge af en uventet udskiftning af ledere, og de overvældende styrker under Deres kommando, tvinger mig, trods den store succes som de konfødererendes styrker havde i går, til at accepteres de smålige og uridderlige betingelser, som De foreslår.

Grant var høflig overfor Buckner efter overgivelsen, og tilbød at låne ham penge til at komme igennem den forestående fængsling, men Buckner afslog. Overgivelsen var en ydmygelse for Buckner personligt, men også et strategisk nederlag for Sydstaterne, som mistede over 12.000 mand og udstyr, såvel som kontrollen over Cumberland floden, hvilket medførte evakueringen af Nashville. Buckner var krigsfange i Fort Warren i Boston, Massachusetts indtil den 15. august 1862, hvor han blev udvekslet for general George A. McCall. Dagen efter blev han forfremmet til generalmajor.

### Fra Perryville til vest for Mississippi
Buckner deltog i Braxton Bragg's invasion af Kentucky i 1862, hvor han kæmpede som chef for en division i sydstatshæren ved Slaget ved Perryville. Han blev forflyttet til Alabama hvor han byggede befæstninger ved Mobile, Alabama indtil april 1863. Tilbage ved hæren i Tennessee kæmpede han som korpschef i Slaget ved Chickamauga, og derefter som divisionschef under James Longstreet i Belejringen af Knoxville. I foråret 1864 havde han kommandoen over styrkerne i det østlige Tennessee, men tilbragte temmelig meget tid i Richmond, Virginia, hvor han blev kendt som "Simon the Poet" på grund af hans hobby med at skrive digte.
I august 1864, blev Buckner was forflyttet til vest for Mississippifloden, hvor han kommanderede et korps. Han blev forfremmet til generalløjtnant den 20. september og blev stabschef for general Edmund Kirby Smith.

## Journalist, guvernør i Kentucky, og forsvarer af guldmøntfoden
Efter at han hær overgav sig blev Buckner frigivet i Shreveport, Louisiana, den 9. juni 1865. Af betingelserne for hans frigivelse fremgik det, at han ikke måtte vende tilbage til Kentucky i 3 år, så han boede i New Orleans, hvor han var ansat på avisen Daily Crescent.
Han vendte tilbage til Kentucky i 1868 og blev redaktør på Louisville Courier indtil 1887. I denne periode ansøgte han i lighed med de fleste andre officerer i sydstatshæren De Forenede Staters Kongres om at få sine civile rettigheder tilbage, som der var åbnet mulighed for i den 14. forfatningstilføjelse.
I 1887 blev Buckner valgt til guvernør i Kentucky for Demokraterne og sad indtil 1891.
Buckner var kandidat til vicepræsidentposten for National Democratic Parti (kaldet "Gulddemokraterne") ved valget i 1896. Han var opstillet sammen med John M. Palmer, som havde været general i Unionshæren.
Det Demokratiske parti var delt som følge af den økonomiske lavkonjunktur som opstod uder den Demokratiske præsident Grover Cleveland, og nominerede William Jennings Bryan som præsidentkandidat.
Buckner var modstander af Bryans krav om "free silver", som var en plan der gik ud på at fastsætte sølvprisen i forhold til guld som 16 til 1, og derefter binde dollarkursen til denne værdi. Planen var i modstrid med verdensmarkedsprisen som på daværende lå på 32 til 1. Buckner mente at Bryans plan ville have ruineret den amerikanske økonomi.
Buckner og de andre grundlæggere af National Demokraterne var skuffede Demokrater, som så partiet som et middel til at fastholde idealerne fra Thomas Jefferson og Grover Cleveland om at holde det fælles statsapparat så lille som muligt, hvilket de mente at Bryan havde forrådt.
I den første officielle udtalelse udtalte partiets ledelse, at Demokraterne havde troet på "at ethvert individ havde evnen til, uden bistand, og ladt i fred af lovgivningen, at skabe sin egen lykke", og havde fastholdt individernes "ret og mulighed for i fred at forfølge en hvilken som helst livsbane, forudsat at denne adfærd ikke fratog andre den samme ret. De stod for talefrihed, trosfrihed, frihandel og kontraktfrihed, alt det som følge af det århundredgamle kampråb for det Demokratiske parti: Individets frihed." Partiet kritiserede både Demokraternes inflasionspolitik og Republikanernes protektionisme.
Palmer og Buckner fik kun lidt over 1 procent af stemmerne. Tilsyneladende stemte mange af tilhængerne af det Nationale Demokratiske Partis idealer for McKinley på grund af hans støtte til guldstandarden og det faktum, at man følte, at han havde en god chance for at vinde valget.
Ved sin død var Buckner den sidste overlevende sydstatsofficer af rang over brigadegeneral. Han døde i Munfordville, Kentucky, og ligger begravet på Frankfort kirkegården i Frankfort, Kentucky.
Hans søn Simon Bolivar Buckner, Jr. (1886 – 1945), war generalløjtnant i den amerikanske hær og blev dræbt under slaget om Okinawa under 2. verdenskrig.

## Eksterne links
- Interview med Buckner Arkiveret 15. januar 2006 hos  Wayback Machine